# EN102

## Macedo de Cavaleiros - Celorico da Beira
A EN 102 é uma estrada nacional que integra a rede nacional de estradas de Portugal que ligava Macedo de Cavaleiros a 
Celorico da Beira. Esta estrada está quase toda substituída pela via rápida   IP 2 , inaugurada  em 2012, salvo o troço Junqueira-Pocinho. Corresponde parte da Estrada Europeia   E 802 .

## Percurso
| Nome da Saída/Localidade Intermédia | Estrada que liga |
| ----------------------------------- | ---------------- |
| Celorico da Beira                   | nó nº 26 da A 25 |
| Troço desclassificado               |                  |
| Vila Nova de Foz Côa                |                  |
| M 614                               | IP 2             |
| N 220                               |                  |
| N 325                               |                  |
| M 611                               |                  |
| M 623                               |                  |
| N 215                               | IP 2             |
| Troço desclassificado               |                  |
| N 15 / M 15                         | IP 2             |